# Panther Junction Visitor Center
Le Panther Junction Visitor Center est un office de tourisme américain situé dans le comté de Brewster, au Texas. Protégé au sein du parc national de Big Bend, il est abrité dans un bâtiment dessiné par Cecil J. Doty dans le cadre de la Mission 66. Livré en 1963, cet édifice est une propriété contributrice au district historique de Panther Junction Mission 66, un district historique inscrit au Registre national des lieux historiques depuis le 17 septembre 2014.